# Orle (osada leśna w powiecie radziejowskim)
Orle – osada leśna w Polsce położona w województwie kujawsko-pomorskim, w powiecie radziejowskim, w gminie Topólka.
W latach 1975–1998 miejscowość należała administracyjnie do województwa włocławskiego.
Zobacz też: Orle, Orle Wielkie